# ابزار پردازش نوشتار DEC
ابزار پردازش متن DEC (یا DECTPU)   یک زبان برنامه‌نویسی اختصاصی است که توسط شرکت تجهیزات دیجیتال (DEC) برای ایجاد آسان ویرایشگرهای نوشتار چند منظوره توسعه داده شده است.
TPU بخشی از OpenVMS است و می‌توان از آن در ترمینال، کنسول یا سیستم گرافیکی مانند DECwindows استفاده کرد.

## کنشکرد
TPU رابط‌های برنامه‌نویسی کاربردی (API) مدیریت بافر متن را به همراه رابط‌های برنامه‌نویسی کاربردی مدیریت پنجره که برای خط پایانه‌های VT100 هدف قرار گرفته‌اند، ارائه می‌دهد.  این امکان را فراهم می‌کرد که پنجره‌ها به گونه‌ی تقسیم برگه‌ی نمایش داده شوند و قابلیت اسکرول کردن داشته باشند و در نتیجه بتوان چندین بار از یک محتوای بافر یکسان دیدن کرد.  همچنین APIهای نگاشت کلید ارائه شده‌اند که طیف گسترده‌ای از قابلیت‌ها را برای ویرایش نوشتار فراهم می‌کنند. الگوی کلیدبرگ می‌تواند به راحتی بدست مدیر یا کاربر تطبیق داده شود. 
کاربران می‌توانند ویرایشگر ویژه‌ی خود را بنویسند، مثلاً نوشتار یا پیام‌های کوتاه (خطا) را به چندین زبان طبیعی در یک پنجره نوشتاری کوچک هماهنگ ترجمه کنند. ویرایشگر نوشتار قابل فراخوانی است، بنابراین می‌توانید ویرایشگرهای نوشتار کوچکی را در برنامه‌های ویژه، برای نمونه یک سرویس گیرنده ایمیل ساده، تعبیه کنید. می‌توانید با کاربری از پیوستار میان فرآیندی، خروجی برنامه‌ها را به یک پنجره متنی هدایت کنید. بنابراین می‌توان سرویس‌های وب را برای بازگرداندن نتایج خود به یک بافر نوشتاری فراخوانی کرد.

## پیاده‌سازی‌ها
- EVE (ویرایشگر چندمنظوره توسعه‌پذیر)، نخستین ویرایشگر برپایه‌ی TPU، که تا میانه‌های سال ۱۹۸۵ با VAX/VMS ارائه شد.
- در سال ۱۹۸۶، DEC نسخه جدیدی از EDT را که با TPU نوشته شده بود، توسعه داد.
- ویرایشگر حساس به زبان ، بخشی از VAXset (سکوی توسعه نرم‌افزار)
- نسخه‌ای از ویرایشگر vi بدست گرگ واندرلی (Gregg Wonderly) در دانشگاه ایالتی اوکلاهما با نام TPUVI یا VITPU ساخته شد. [۲] VITPU هنوز از راه آرشیو آنلاین DECUS در دسترس است. [۳]

## بنمایه‌ها
1. ↑  "DEC Text Processing Utility Reference Manual". Archived from the original on 2018-05-10. Retrieved 2018-05-09.
2. ↑  Gregg Wonderly. "v04i092: TPUVI for VMS part 1 of 17".
3. ↑  Gregg Wonderly (July 22, 1987). "VI.RNO - Installation and help for VI emulation in TPU". OpenVMS Freeware CD V5.0. Retrieved July 1, 2022.